# Viaductul Caracău

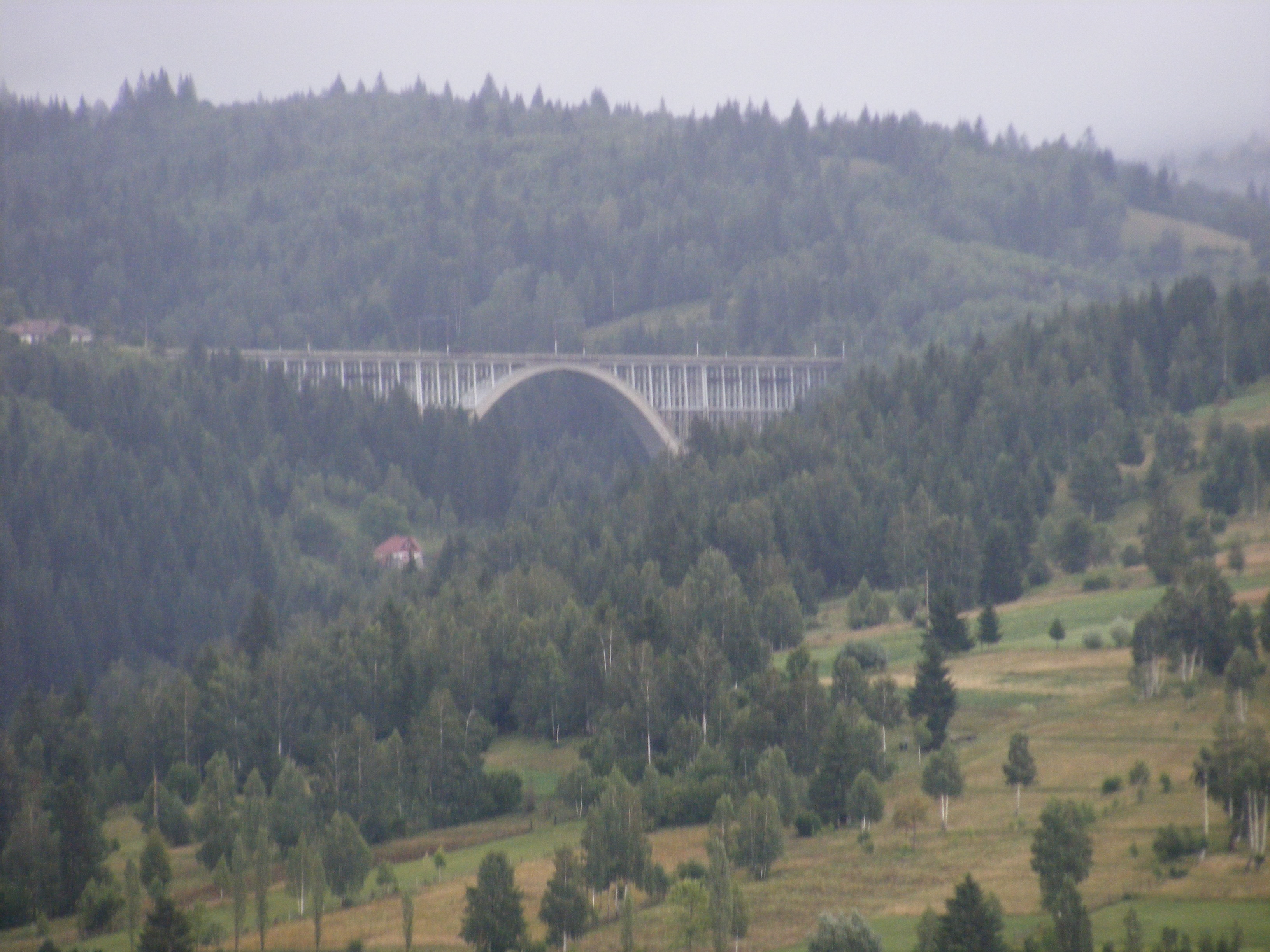
Viaductul văzut de la depărtare

Viaductul Caracău (în maghiară Karakó völgyhid) este un viaduct de cale ferată pe tronsonul Miercurea Ciuc-Ghimeș, dat în folosință la 18 octombrie 1897. Viaductul Caracău este cea mai mare construcție de cale ferată executată din beton armat din România, pus în funcțiune la 14 septembrie 1946, după repetate distrugeri în timpul războaielor mondiale. Obiectivul are lungime totală de 264 m, bolta are o deschidere de 100 m, iar săgeata este de 37 m. Lățimea bolții este de 6,50 m la cheie și de 10 m la bază. Secțiunea bolții este casetată, având înălțimea de 2,5 m la cheie și de 4,8 m la baze. Se află în perimetrul comunei Mihăileni (Ciuc-Sânmihaiu) din județul Harghita, între localitățile Livezi (Lóvész) și Nădejdea (Ajnád).

## Istoric
După realizarea căii ferate Ploiești–Brașov autoritățile austro-ungare au propus realizarea unei linii ferate care să lege Transilvania de Moldova prin Pasul Oituz. Partea română a venit cu proiectul unui traseu prin Pasul Ghimeș-Palanca, care însemna lucrări de mai mare anvergură pe partea austro-ungară. În special pe tronsonul între Mihăileni și Păltiniș trebuiau construite mai multe poduri și tuneluri. Creasta principală a Carpaților urma să fie traversată la 1.012 m altitudine, prin Tunelul Ciumani (1223 m lungime), iar pe partea de vest trebuia construit Viaductul Caracău (cu o lungime de 264 m), aflat la 64 metri înălțime față de valea străbătută.
În cele din urmă cele două părți au căzut de acord asupra acestei variante.
Partea austro-ungară a dat în folosință tronsonul până la Ghimeș, inclusiv Viaductul Caracău, la 18 octombrie 1897. Partea română a terminat ultima porțiune între Comănești și Ghimeș la 6 aprilie 1899.

### Primul viaduct
Lucrările de construcție ale primului viaduct au fost realizate de MÁV (Magyar Államvasutak) la data de 11 septembrie 1895. Grinda centrală metalică (semiparabolică) a viaductului avea o lungime de 102,22 m, iar cele două grinzi laterale aveau câte 51,36 m. Culeele aveau 3 bolți de 8 m spre Ciceu și una tot de 8 m spre Palanca. Dimensiunile fiind destul de mari, s-a luat în considerare varianta executării pilonilor tot din structură metalică, dar aceștia necesitau multă întreținere ulterioară și erau mult mai scumpi, ideea fiind abandonată la scurt timp.
Piatra necesară a fost adusă din cariere deschise în apropierea viaductului iar lucrările de zidărie au fost executate de lucrători italieni. În total s-au folosit aproape 10.000 m3 de piatră. Lucrările de zidărie au fost terminate în octombrie 1896, după care s-a trecut la montarea structurilor metalice, în greutate totală de 880 de tone, realizate de uzinele MÁVAG din Budapesta. Ridicarea structurilor metalice pe poziție s-a efectuat cu ajutorul unor troliuri manuale.
Lucrările de montaj au fost executate în timp record, viaductul fiind inaugurat de MÁV în decembrie 1896. Viaductul a fost încercat la data de 1 decembrie 1897 cu un tren format din trei locomotive, 10 vagoane încărcate cu balast și un vagon salon în care se aflau personalitățile vremii.
Viaductul s-a menținut în această formă până în august 1916, când, la intrarea trupelor românești în Transilvania, 4 din cele 5 viaducte de pe linia Siculeni–Ghimeș au fost aruncate în aer, printre cele 5 aflându-se și viaductul Caracău. Singurul viaduct rămas intact a fost Ladók.

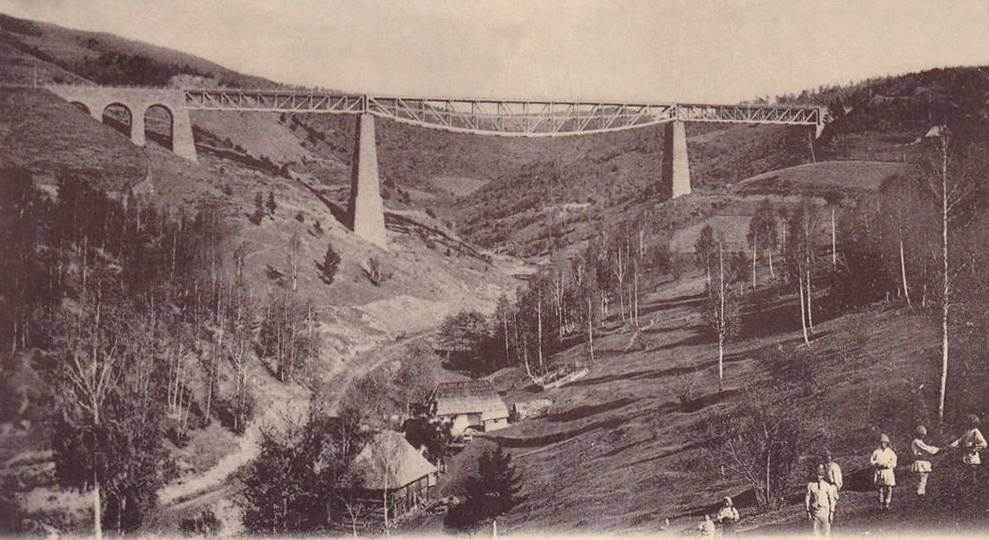
Caracău: 1903
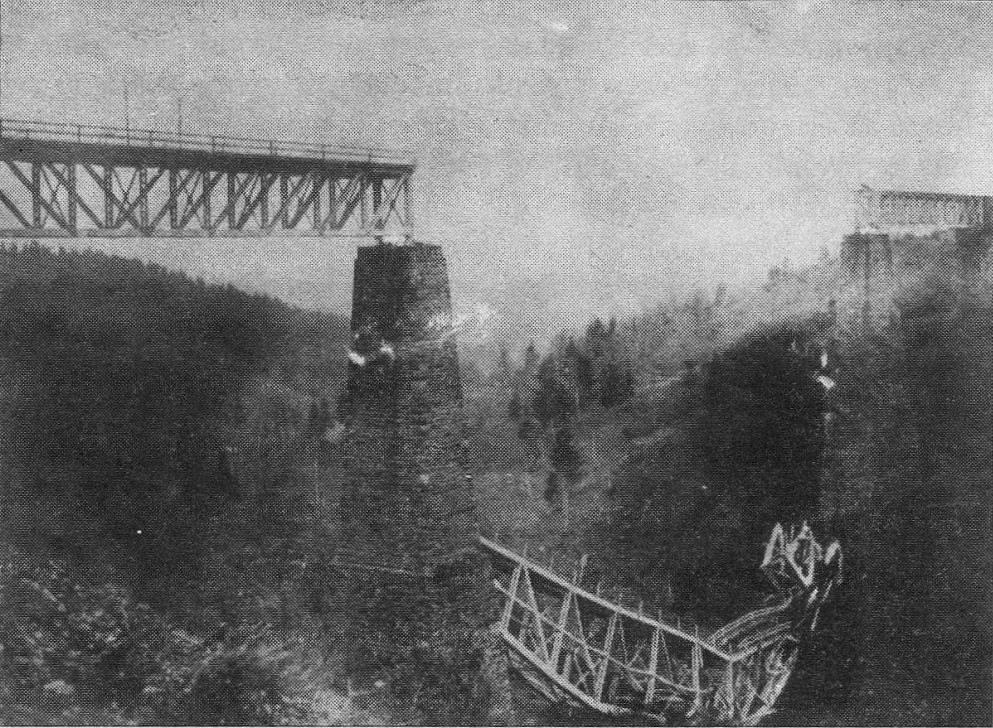
Caracău: grinda centrală distrusă în 1916
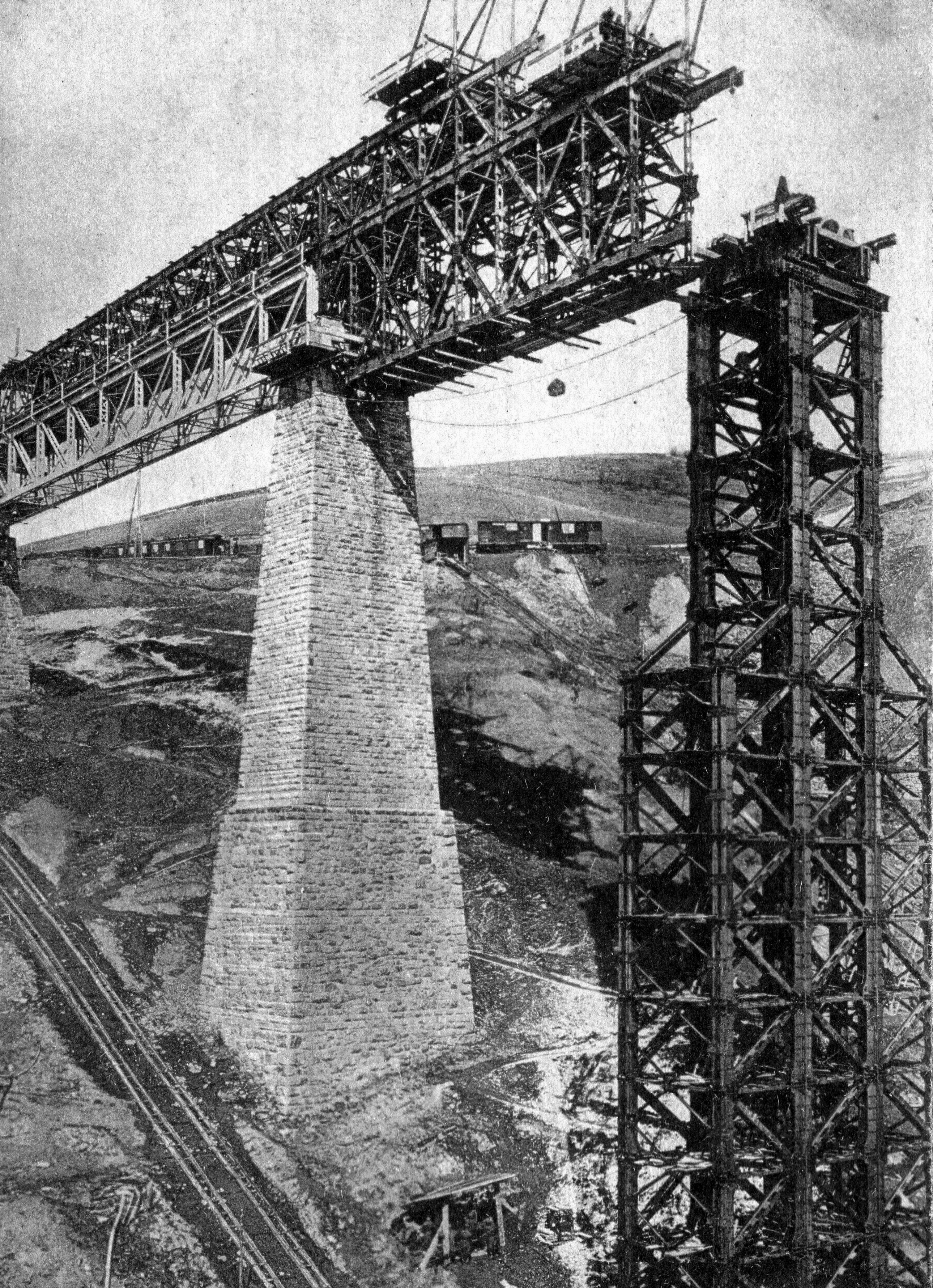
Caracău: reconstrucţia – pilonul central şi o grindă Roth-Wagner
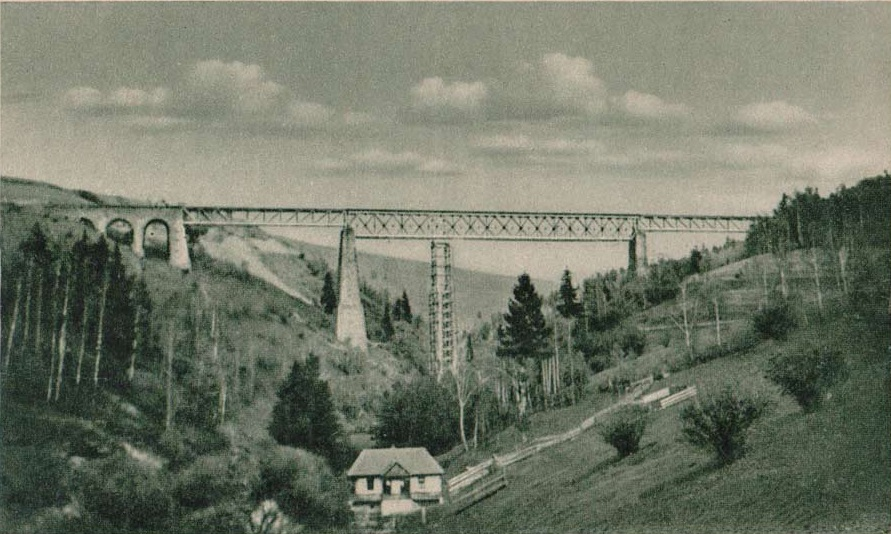
Caracău: reconstruit (aici în 1943)

### Al doilea viaduct
Refacerea viaductului a fost luată în considerare încă din timpul războiului, instalându-se trei grinzi demontabile de tip Roth-Waagner⁠(de)[traduceți]: una de 40 de metri lungime și încă două grinzi de 30 de metri lungime, care ar fi fost susținute de doi piloni, tot de tip Roth-Wagner. La o treime din deschidere, grinda era susținută de o palee metalică de peste 40 m înălțime. Datorită instabilității solului s-a renunțat mai târziu la palee, lungimea grinzii centrale ajungând la 69 de metri Greutatea totală a materialelor folosite pentru reconstrucție a fost de 850 tone. Lucrările s-au desfășurat pe timp de iarnă, fiind terminate pe 27 martie 1917, iar viaductul a fost dat în folosință o zi mai târziu, purtând de data asta numele împaratului Carol I al Austriei.
Viaductul a rămas în această formă timp de 27 de ani până la sfârșitul celui de-al Doilea Război Mondial, când, pe data de 6 septembrie 1944 viaductul a fost din nou distrus complet, de data asta de trupele germane în retragere. Circulația dintre Moldova și Transilvania desfășurându-se pe ruta ocolitoare Ploiești-Brașov.

### Viaductul provizoriu
S-a apelat la construirea unui viaduct provizoriu din grinzi nituite de 10 m pe palee de lemn lângă cel distrus, acest lucru permițând demontarea podului distrus. S-au folosit cca. 3600 mc de lemn și 100 tone de structuri metalice. Construcția podului provizoriu a durat 70 de zile, fiind o performanță unică în istoria construcțiilor feroviare din România. Circulația a fost reluată la 12 februarie 1945.

### Al treilea viaduct
În același timp s-a luat hotărârea privind construcția unui nou viaduct. S-au prezentat 12 firme cu 17 proiecte, executarea lucrărilor fiind adjudecată de antrepriza Șantiere Generale din București. Conform caietului de sarcini, inițial viaductul trebuia executat pentru cale simplă, dar ulterior antreprenorul a primit sarcina de la administrația CFR, să prezinte un proiect și pentru cale dublă. Conform planului, noul viaduct avea lungimea de 264 m, înălțimea de 61 m și o deschidere a boltei centrale de 100 m. La construcția podului au fost utilizate și piesele demontate ale viaductului de război Roth-Wagner. Pentru fundații s-au folosit peste 6500 mc de beton, iar pentru structura viaductului cca. 3900 mc de beton armat. Pentru realizarea boltei s-a folosit un cintru construit din 1200 mc de lemnărie. Construcția viaductului a durat un an și două luni, lucrările fiind terminate pe 12 iulie 1946, iar proba s-a efectuat cu mai multe locomotive cu aburi din clasa 50. Inginerii prezenți la fața locului în timpul încercărilor nu au observat nici o anomalie, după cum nu s-a observat nici o modificare după cutremurul din 1977, când toate viaductele de pe linie au fost verificate. La inaugurarea noului viaduct, din 10 noiembrie 1946, au fost prezente personalitățile vremii, printre care și Gheorghe Gheorghiu-Dej.
Deși a fost proiectat pentru cale dublă, viaductul nu a avut niciodată două linii paralele. Până la mijlocul anilor 1990 șinele erau amplasate pe partea stângă pe sensul de mers spre Nădejdea. Atunci, cu ocazia reparației părții superioare, linia a fost mutată pe centru.

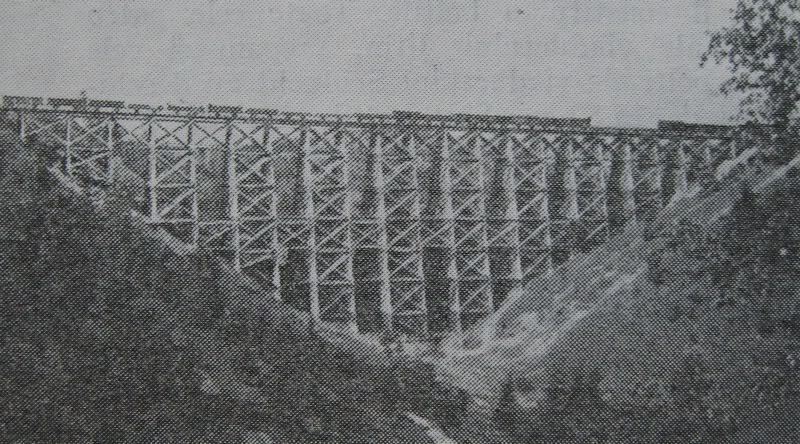
Viaductul provizoriu din lemn, 1945
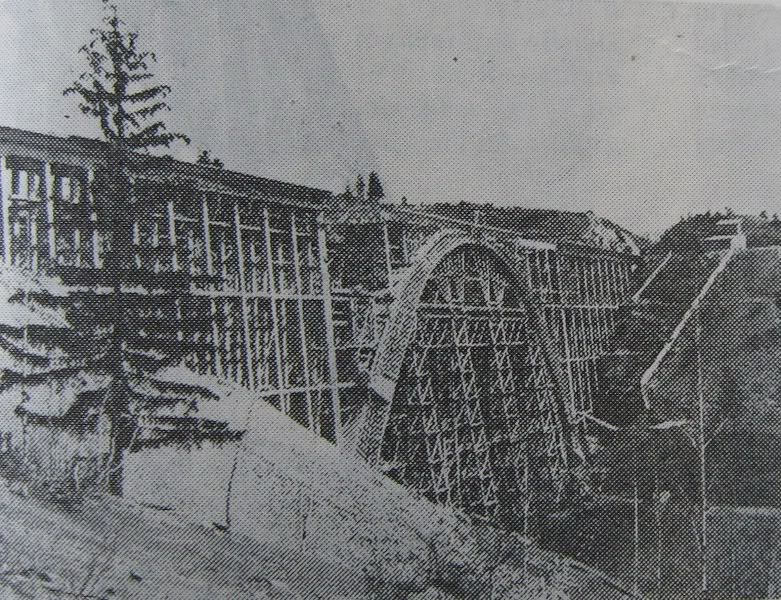
Construcția noului viaduct Caracău
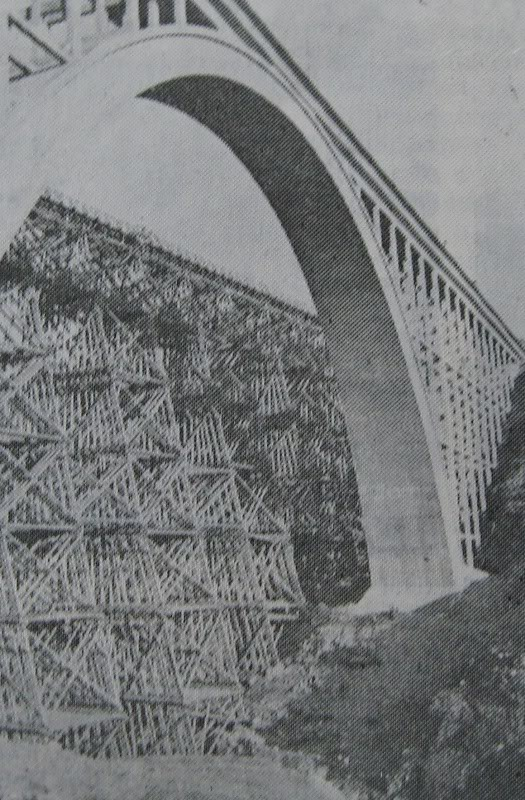
Terminarea construcției
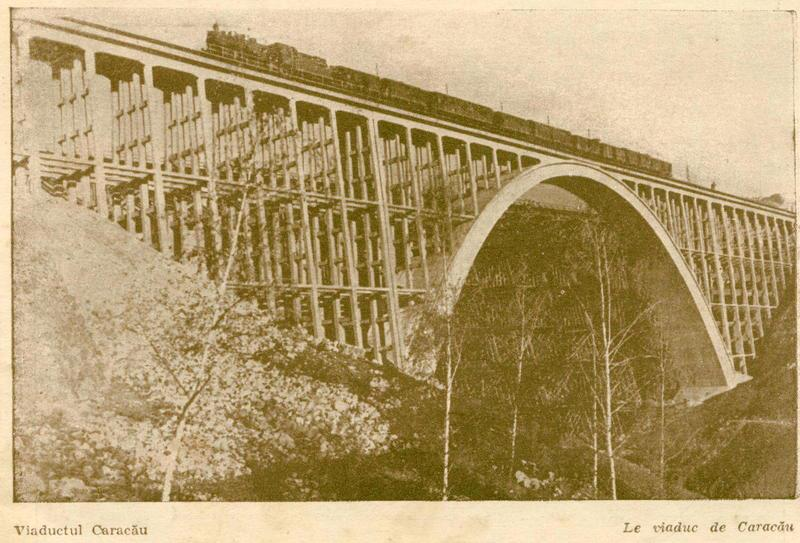
Testarea viadutului